# ريان غراسي
ريان غراسي (بالبرتغالية: Ryan Gracie) هو فنان قتال مختلط برازيلي، ولد في 14 أغسطس 1974 في ريو دي جانيرو في البرازيل، وتوفي في 15 ديسمبر 2007 في ساو باولو في البرازيل.

## وصلات خارجية
- ريان غراسي على موقع شيردوغ (الإنجليزية)
- ريان غراسي على موقع IMDb (الإنجليزية)